# EMD GT38H
A EMD/Progress Rail GT38H é um modelo de locomotiva com propulsão híbrida, fabricada no Brasil pela Progress Rail. Faz parte da família EMD Joule® de locomotivas elétricas a bateria. Foram encomendadas pela Rumo Logística para atuarem na Malha Sul, entre as cidades de Guarapuava e a estação ferroviária de Desvio Ribas, na região brasileira de Ponta Grossa, no estado do Paraná. A área de teste foi escolhida por conta de aclives e declives, o que exige locomotivas capazes de fazer curvas acentuadas. Elas iriam atuar no trecho da Ferroeste, entre Guarapuava e Cascavel, mas em 2025 as locomotivas foram devolvidas a Progress Rail por terem sido reprovadas no teste de gabarito e por problemas de desempenho.

## Tecnologia
A GT38H possui um sistema diesel-elétrico tradicional, aliado a um banco de baterias, de forma que a energia utilizada na tração pode ser proveniente de ambas as fontes, a depender da operação. As baterias possibilitam que a energia gerada durante a frenagem dinâmica da locomotiva seja armazenada e posteriormente reutilizada, diferente de locomotivas diesel-elétricas sem baterias que convertem a energia da frenagem em calor.